# زاتيششيا (أوديسكا)
زاتيششيا (Затишшя) هي مدينة في مقاطعة أوديسكا في أوكرانيا.
يبلغ عدد سكانها حوالي 3346   نسمة.